# Alfred Grandidier
Pour les articles homonymes, voir Grandidier.
 (février 2023).
Si vous disposez d'ouvrages ou d'articles de référence ou si vous connaissez des sites web de qualité traitant du thème abordé ici, merci de compléter l'article en donnant les références utiles à sa vérifiabilité et en les liant à la section « Notes et références ».
Alfred Grandidier est un naturaliste et un explorateur français né le 20 décembre 1836 à Paris où il est mort le 13 septembre 1921.

## Biographie
D'une famille de Lorraine très fortunée, son frère, Ernest Grandidier (1833-1912), et lui partent dans un voyage autour du monde. Ils sont conduits par l'astronome et physicien Pierre Jules César Janssen (1824-1907), mais celui-ci, malade, doit rentrer en France au bout de six mois.
Ils visitent l'Amérique du Sud en 1858 et en 1859 et notamment les Andes, le Pérou, le Chili, la Bolivie, l'Argentine et le Brésil. Ils rassemblent durant ce voyage d'importantes collections qui sont analysées, en 1860, par Ernest Grandidier.
C'est alors que les deux frères se séparent. Ernest Grandidier part en Chine et constitue de vastes collections qui sont aujourd'hui au Louvre et au musée Guimet. Alfred part pour le sud de l’Inde, où il veut s’initier au bouddhisme, qu'il atteint à la fin de 1862 et où il reste jusqu’à fin juillet 1863.
Fatigué par son voyage en Inde et par une attaque de paludisme, il part à Zanzibar puis à l'île de La Réunion pour se reposer. En 1865, il découvre presque par hasard  Madagascar, qu'il visite avec Auguste Lantz. Il se consacre dès lors à l'étude de l'île et y fait de fréquents séjours avec le soutien du Muséum national d'histoire naturelle de Paris et de la Société de géographie. Il revient définitivement en France en 1870.
Il fait paraître de nombreux articles tant sur la géologie que sur la zoologie, ainsi que sur les peuples autochtones malgaches. Il réalise notamment un vaste projet, de 30 volumes, sur Madagascar : L'Histoire physique, naturelle et politique de Madagascar. La fin de sa parution, posthume, sera assurée par son fils Guillaume Grandidier (1873-1957).
Les travaux d'Alfred Grandidier participent activement à attirer l'attention du gouvernement français sur cette île qu'il allait annexer à la fin des années 1890. Il conseille de nombreux explorateurs de l’île comme Louis Catat (1859-1933), Henri Louis Douliot (1859-1892), Émile Félix Gautier (1864-1940) ou Casimir Maistre (1867-1957). Il assiste également Joseph Gallieni (1849-1916) lors de la conquête de l’île par ce dernier.
Il est élu à l'Académie des sciences en 1885 et est président de la Société de géographie de 1901 à 1905.
Beaucoup de ses livres se trouvent dans le Fonds Grandidier à Antananarivo, Madagascar.
Un minéral découvert à Madagascar, la grandidierite, a été nommé en son honneur.

## Publications
- Ethnographie de Madagascar, Paris, Imprimerie nationale, 1908 t.1, 405 p. ; t2 1914, 316 p. ; t.3, 1917, 633 p. ; t4, 1928, 540 p. (co-auteur Guillaume Grandidier).
- Histoire de la géographie de Madagascar, Paris, Imprimerie nationale, 1885, 334 p.
- Histoire naturelle des mammifères, illustrations de Keulemans, Beaucourt et Faguet, Louveau, Paris, Imprimerie nationale , 1875-1897, 3 vol. (co-auteur Henri Filhol et Alphonse Milne-Edwards)
- Histoire naturelle des oiseaux, Paris, Imprimerie nationale, 4 t. t.1 879, 779 p. (co-auteur  Alphonse Milne-Edwards)

Les genres de plantes Didierea et Grandidiera portent son nom.

## Sources
- Numa Broc, Dictionnaire illustré des explorateurs et grands voyageurs français du XIXe siècle. I. Afrique, éditions du CTHS, Paris, 1988, 346 p.
- Numa Broc, Dictionnaire illustré des explorateurs et grands voyageurs français du XIXe siècle. II. Asie, éditions du CTHS, Paris, 1992, 452 p.